# ツルリンドウ
ツルリンドウ（蔓竜胆、学名：Tripterospermum japonicum）は、リンドウ科ツルリンドウ属の多年草のつる植物。

## 特徴
北海道・本州・四国・九州の山地の木陰に生え、蔓が地面を這ったり草木にからんで長さ40-80 cmになる。葉は対生し、3本の主脈が目立つ。

開花時期は8-10月。葉腋に淡紫色の鐘状の5裂した花をつけて、紅紫色の果実が花弁の先に実る。

和名は、リンドウに似たつる性であることに由来する。

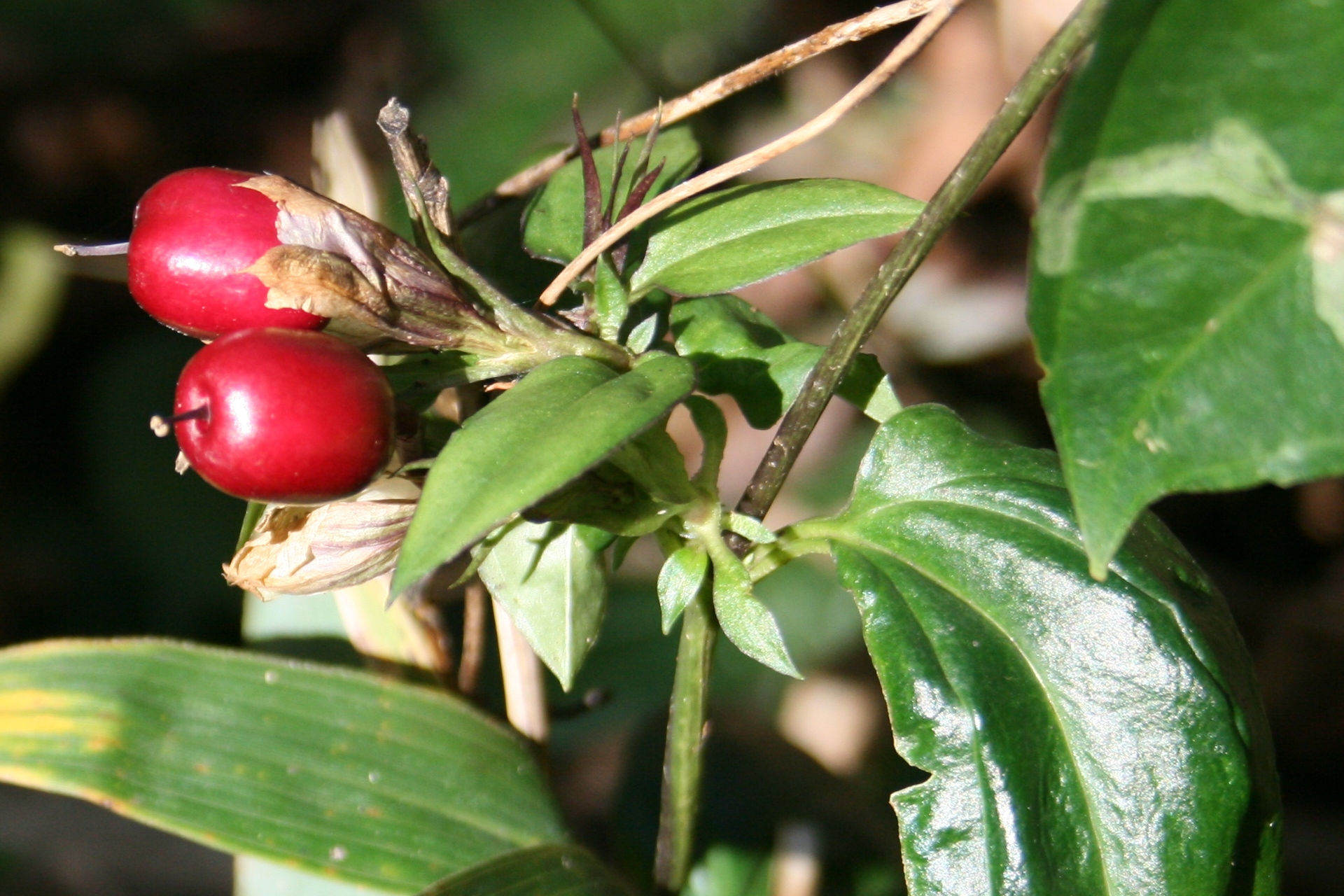
果実
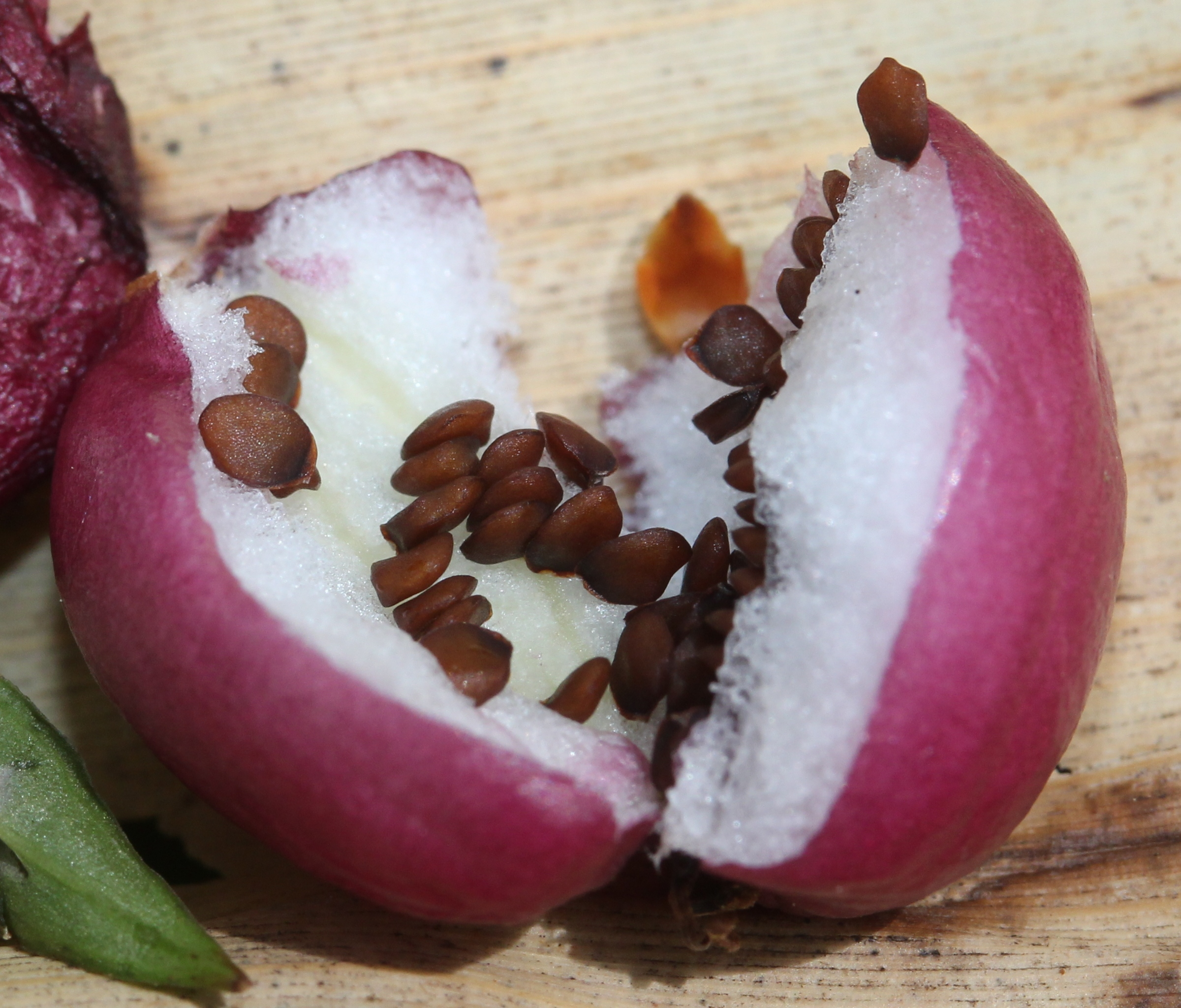
種子
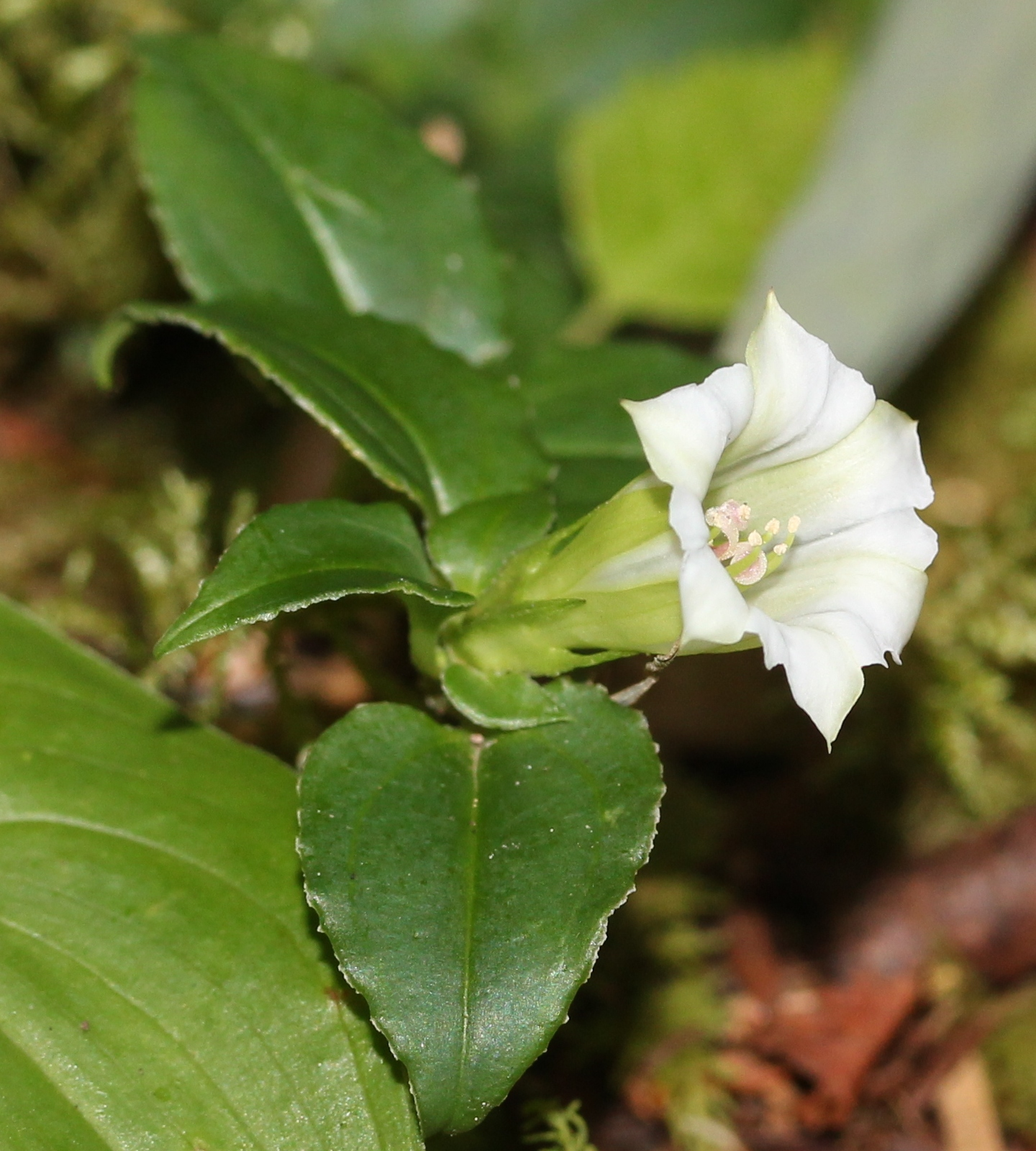
シロバナツルリンドウ f. albiflorum

## 種の保全状況評価
千葉県でレッドリストの絶滅危惧Ⅱ類、東京都で準絶滅危の指定を受けている。

## 近縁種

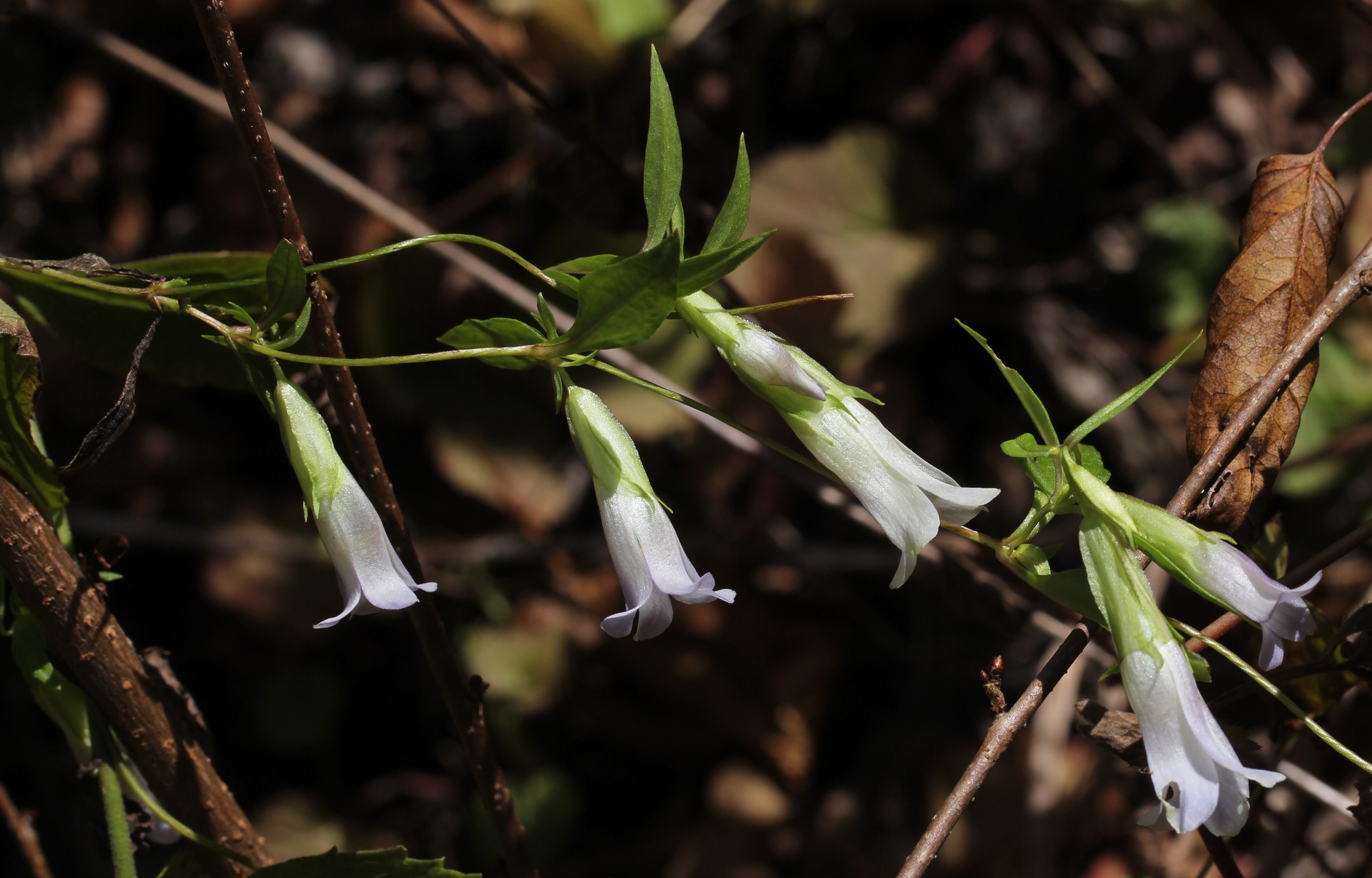
ホソバツルリンドウ

ハナヤマツルリンドウ（花山蔓竜胆　Tripterospermum distylum）
屋久島の固有種である。環境省のレッドリストで、絶滅危惧IB類（EN）の指定を受けている。鹿児島県で絶滅危惧I類の指定を受けている。
絶滅危惧IB類 (EN)（環境省レッドリスト）
ホソバツルリンドウ（細葉蔓竜胆　Pterygocalyx volubilis）
朝鮮、中国東北部と日本の北海道・本州・四国の山地に分布する多年草のつる性植物。開花時期は9-10月。環境省のレッドリストで、絶滅危惧II類（VU）の指定を受けている。多くの都道府県でレッドリストの指定を受けている。
絶滅危惧II類 (VU)（環境省レッドリスト）
ヤクシマツルリンドウ （屋久島蔓竜胆　Tripterospermum japonicum var. tenue）
屋久島の固有種である。鹿児島県のレッドリストで絶滅危惧II類（VU）の指定を受けている。